# Pluralismo político
Pluralismo é, num sentido amplo, o reconhecimento da diversidade. O conceito é usado, frequentemente de modos diversos, numa ampla gama de questões. Em política, é o reconhecimento de que vários partidos possuem igual direito ao exercício do poder político segundo procedimentos eleitorais claramente definidos. Desta forma, o pluralismo político é uma das mais importantes características da democracia moderna, na qual pequenos partidos políticos também são ouvidos e têm direito a voto.

## Sentido alternativo do termo
Em política, "pluralismo" também pode significar "voto de qualidade", ou seja, indicar um sistema eleitoral onde um eleitor equivale a vários votos, dependendo dos títulos que possua (dono de terras, diploma universitário etc.).  O "voto de qualidade" originou-se na Inglaterra, onde, em certos ambientes, vigorou até fins da década de 1940: ingressos da Oxford University e da Universidade de Cambridge elegiam representantes para o Parlamento. Na Irlanda, isto ainda acontece entre formandos do Trinity College, que elegem membros da câmara alta do Parlamento Irlandês.